# 1998 v športu
1998 v športu. 

Leto zimskih olimpijskih iger, ki si bile v Naganu na Japonskem.

## Avto - moto šport
- Formula 1: Mika Häkkinen, Finska, McLaren – Mercedes, osvoji svoj prvi naslov z osmimi zmagami in točno 100 točkami, konstruktorski naslov je šel prav tako v roke moštvu McLaren – Mercedes z 156 osvojenimi točkami
- 500 milj Indianapolisa: slavil je Eddie Cheever, Jr., ZDA, z bolidom Dallara/Aurora, za moštvo Team Cheever[1]

## Kolesarstvo
- Tour de France 1998: Marco Pantani, Italija
- Giro d'Italia: Marco Pantani, Italija

## Košarka
- Pokal evropskih prvakov: Kinder Bologna
- NBA: Chicago Bulls slavijo s 4 proti 2 v zmagah nad Utah Jazz, njihov drugi zaporedni naslov in že peti v desetletju, MVP finala je Michael Jordan[2]
- SP 1998: 1. ZR Jugoslavija, 2. Rusija, 3. ZDA[3]

## Nogomet
- Liga prvakov: – Real Madrid slavi nad Juventusom s 1–0[4]
- Svetovno prvenstvo v nogometu – Francija 1998: Francija v finalu slavi nad Brazilijo s 3–0, tretja je Hrvaška[5]

## Rokomet
- Liga prvakov: španska Barcelona s 56-40 premagala hrvaški Zagreb v dveh tekmah finala (28-18 in 22-28)[6]
- Liga prvakinj: avstrijski Hypo je s 56-47 premagal špansko Valencio v dveh tekmah finala (28-21 in 26-28)[7]

## Smučanje
- Alpsko smučanje: 
  - Svetovni pokal v alpskem smučanju, 1998
    - Moški: Hermann Maier,[8] Avstrija, prvi od skupno štirih naslovov
    - Ženske: Katja Seizinger,[9] Nemčija, drugi, zadnji naslov zanjo

  - Alpsko smučanje na Zimskih olimpijskih igrah 1998:
  - Moški: 
    - Slalom: Hans Petter Buraas, Norveška
    - Veleslalom: Hermann Maier, Avstrija
    - Superveleslalom: Hermann Maier, Avstrija
    - Smuk: Jean-Luc Crétier, Francija
    - Kombinacija: Mario Reiter, Avstrija

  - Ženske:  
    - Slalom: Hilde Gerg, Nemčija
    - Veleslalom: Deborah Compagnoni, Italija
    - Superveleslalom: Picabo Street, ZDA
    - Smuk: Katja Seizinger, Nemčija
    - Kombinacija: Katja Seizinger, Nemčija
- Nordijsko smučanje:

- - Svetovni pokal v smučarskih skokih 1998:
    - Moški:[10] 1. Primož Peterka, Slovenija, 2. Kazujoši Funaki, Japonska, 3. Andreas Widhölzl, Avstrija
    - Pokal narodov: 1. Japonska, 2. Avstrija, 3. Nemčija

  - Smučarski skoki na Zimskih olimpijskih igrah 1998: 
    - Moški:
    - Srednja skakalnica: Jani Soininen, Finska
    - Velika skakalnica: Kazuyoshi Funaki, Japonska
    - Ekipno: Japonska

## Tenis
- Turnirji Grand Slam za moške:
  - 1. Odprto prvenstvo Avstralije: Petr Korda, Češka[11]
  - 2. Odprto prvenstvo Francije:  Carlos Moyá, Španija
  - 3. Odprto prvenstvo Anglije – Wimbledon: Pete Sampras, ZDA[12]
  - 4. Odprto prvenstvo ZDA: Patrick Rafter, Avstralija
- Turnirji Grand Slam za ženske:
  - 1. Odprto prvenstvo Avstralije: Martina Hingis, Švica[13]
  - 2. Odprto prvenstvo Francije: Arantxa Sánchez Vicario, Španija
  - 3. Odprto prvenstvo Anglije – Wimbledon: Jana Novotná, Češka[14]
  - 4. Odprto prvenstvo ZDA: Lindsay Davenport, ZDA
- Davisov pokal: Švedska slavi s 4-1 nad Italijo[15]

## Hokej na ledu
- NHL – Stanleyjev pokal: Detroit Red Wings slavijo s 4 prot 0 v zmagah Washington Capitals, njihov drugi zaporedni naslov
- SP 1998: 1. Švedska, 2. Finska, 3. Češka[16]

## Rojstva
- 2. marec: Meta Hrovat, slovenska alpska smučarka
- 27. junij: Bor Pavlovčič, slovenski smučarski skakalec
- 2. julij: Ema Klinec, slovenska smučarska skakalka
- 21. september: Tadej Pogačar, slovenski kolesar

## Smrti
- 28. januar: Louis Chaillot, francoski kolesar (* 1914)
- 16. februar: Viktor Kuznecov, ruski hokejist, (* 1950)
- 6. junij: Louie Mildred »Louise« Bickerton Cozens, avstralska tenisačica (* 1902)
- 13. junij: Birger Ruud, norveški smučarski skakalec in alpski smučar, (* 1911)
- 8. julij: Elia Maria »Lilí« González-Álvarez y López-Chicheri-de la Valdene, španska tenisačica (* 1905)
- 30. julij: Laila Schou Nilsen, norveška alpska smučarka, hitrostna drsalka, tenisačica, rokometašica in dirkačica, (* 1919)
- 21. september: Florence Griffith-Joyner, ameriška atletinja, (* 1959)
- 17. oktober: Karel Vohralík, češki hokejist, (* 1945)
- 24. oktober: Giuseppe Dordoni, italijanski atlet (* 1926)
- 17. november: Cornelia »Kea« Bouman, nizozemska tenisačica (* 1903)
- 2. december: Mikio Oda, japonski atlet, (* 1905)
- 1998: Hans Bourquin, švicarski veslač  (* 1914)